# Eaten Back to Life
Eaten Back to Life is het debuutalbum van de Amerikaanse deathmetalband Cannibal Corpse, uitgebracht in 1990 bij Metal Blade Records. In tegenstelling tot de latere deathmetalalbums van de band, overheerst op dit album het thrashmetalgeluid.

## Tracklist
1. "Shredded Humans" – 5:11
2. "Edible Autopsy" – 4:32
3. "Put Them to Death" – 1:50
4. "Mangled" (met Francis Howard van Incubus en Glen Benton van Deicide) – 4:29
5. "Scattered Remains, Splattered Brains" – 2:34
6. "Born in a Casket" – 3:20
7. "Rotting Head" – 2:26
8. "The Undead Will Feast" – 2:49
9. "Bloody Chunks" – 1:53
10. "A Skull Full of Maggots" (met Francis Howard van Incubus en Glen Benton van Deicide) – 2:06
11. "Buried in the Backyard" – 5:11
12. "Born in a Casket (live) - 3:36

## Leden
- Chris Barnes: zang
- Bob Rusay: gitaar
- Jack Owen: gitaar
- Alex Webster: basgitaar
- Paul Mazurkiewicz: drums